# Ronan (Taylor Swift)
Ronan è un singolo di beneficenza della cantante country pop statunitense Taylor Swift pubblicato solo su iTunes l'8 settembre 2012. 

## Descrizione
La cantante ha scritto il brano dopo aver letto un blog che parlava di un bambino, Ronan, che era morto di cancro all'età di quattro anni. Swift si è ispirata a ciò scritto dalla madre di Ronan, Maya Thompson su un blog. Per questo Thompson risulta co-autrice del testo della canzone. Taylor si è esibita dal vivo con Ronan durante il programma "Stand Up to Cancer" a settembre 2012 e ha donato tutto il ricavato a delle associazioni che lottano contro il cancro.
Il brano è stato apprezzato dalle critiche. Un autore per la rivista Rolling Stone ha definito la canzone "strappacuore". Bill Dukes di Taste of Country ha scritto che "è chiaro che Swift è la voce di Maya Thompson". Ed Masley di The Republic ha affermato che "Ronan potrebbe benissimo rappresentare il miglior momento di Swift come artista".
Ronan è entrato alla seconda posizione della classifica digitale statunitense con 211 000 copie vendute in soli due giorni, superato solo da We Are Never Ever Getting Back Together, sempre della Swift; sulla Billboard Hot 100 il brano si è classificato sedicesimo. La settimana successiva Ronan si è posizionato all'ottavo posto nella classifica digitale, vendendo altre 116 000 copie (un calo del 45% rispetto alla settimana precedente) ed è sceso di venti posti nella Hot 100 al trentaseiesimo.

## Classifiche
| Classifica (2012) | Posizione massima |
| ----------------- | ----------------- |
| Stati Uniti       | 16                |

## Ronan (Taylor's Version)
In seguito alla controversia con la sua precedente casa discografica e la vendita dei master delle pubblicazioni precedenti al suo contratto con la Republic Records, Swift ha cominciato a ri-registrare tutta la sua discografia dal 2006 al 2019, includendo anche brani non inclusi in alcun album in studio. Ogni reincisione presenta la dicitura Taylor's Version nel titolo, per distinguerla dall'incisione originale e quindi dal master non di proprietà della cantautrice.
Il 12 novembre 2021 Taylor Swift ha ripubblicato il brano sotto il nome Ronan (Taylor's Version), incluso nell'album Red (Taylor's Version).

### Classifiche
| Classifica (2021) | Posizione massima |
| ----------------- | ----------------- |
| Canada            | 88                |